# La Neuville-aux-Joûtes
La Neuville-aux-Joûtes è un comune francese di 367 abitanti situato nel dipartimento delle Ardenne nella regione del Grand Est.

## Società

### Evoluzione demografica
Abitanti censiti